# COVID-19-Pandemie in Iran

Verteilung der bestätigten Fälle auf die Provinzen (Stand: 20. März 2020):

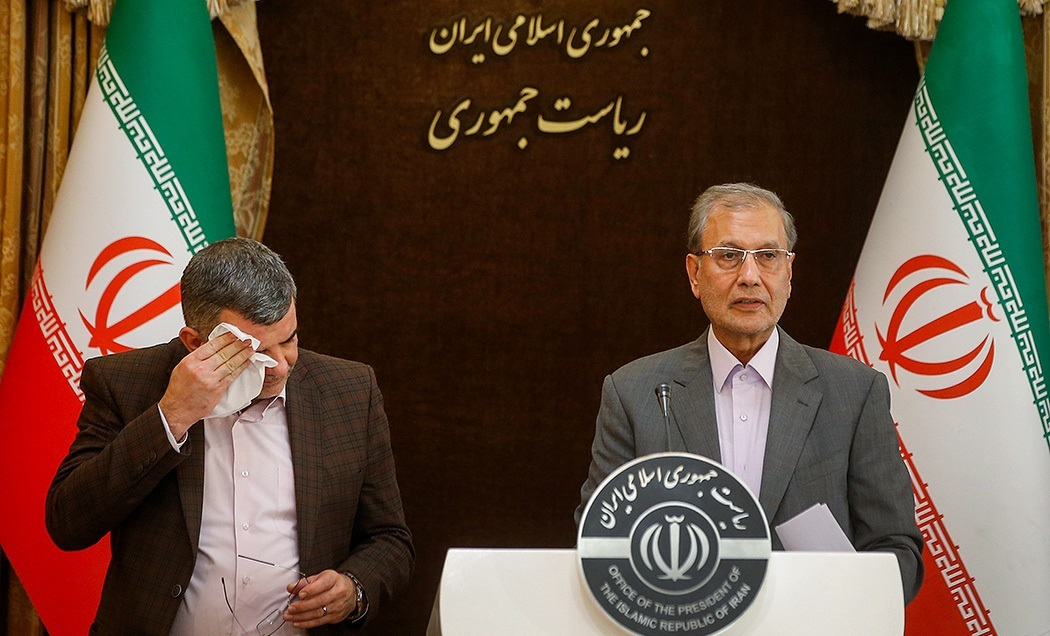
Pressekonferenz vom 24. Februar 2020. Links der stellvertretende iranische Minister für Gesundheit Iraj Harirchi, rechts Regierungssprecher Ali Rabiei.

Die COVID-19-Pandemie in Iran tritt als regionales Teilgeschehen des weltweiten Ausbruchs der Atemwegserkrankung COVID-19 auf und beruht auf Infektionen mit dem Ende 2019 neu aufgetretenen Virus SARS-CoV-2 aus der Familie der Coronaviren. Die COVID-19-Pandemie breitet sich seit Dezember 2019 von China ausgehend aus. Ab dem 11. März 2020 stufte die Weltgesundheitsorganisation (WHO) das Ausbruchsgeschehen des neuartigen Coronavirus als Pandemie ein.

## Situation

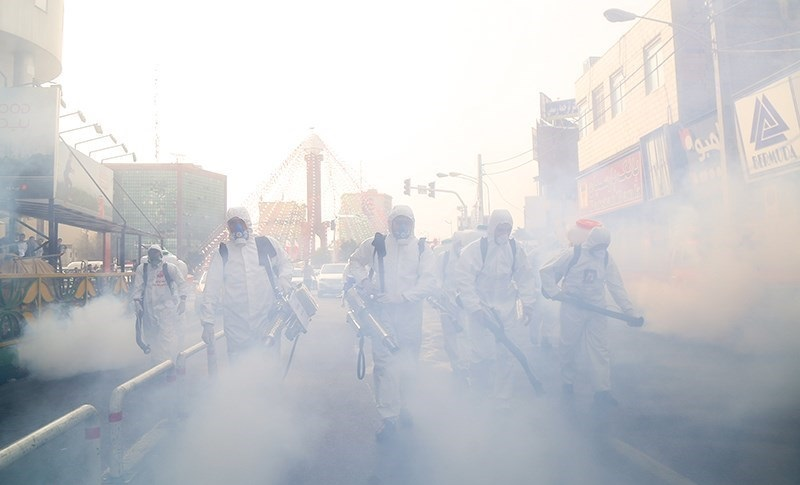
Desinfektion im Stadtteil Sadeghiyeh in Teheran, Anfang März 2020.

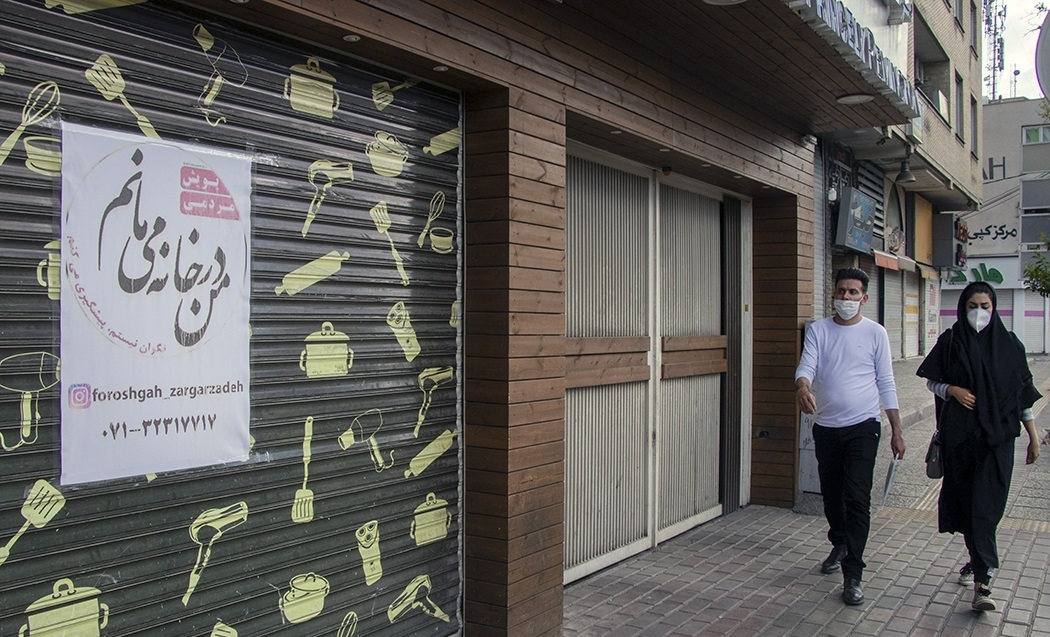
Passanten in Schiras mit Mundschutz neben einem geschlossenen Geschäft, Mitte März 2020.

Im März 2020 gehörte Iran neben China, Südkorea und Italien zu den am stärksten betroffenen Staaten. Der Bericht der Weltgesundheitsorganisation (WHO) vom 5. April 2020 nannte 3.452 Todesfälle und damit mehr Todesfälle in Iran als in China, zum gleichen Zeitpunkt gab es in fünf weiteren Ländern noch höhere Opferzahlen.
Eingeführt wurde das Virus vermutlich von den zu mehreren Hundert in Ghom studierenden chinesischen Theologiestudenten. Die starke Verbreitung lässt sich u. a. auf schlechte medizinische Versorgung und fehlende Transparenz der Politik zurückführen.

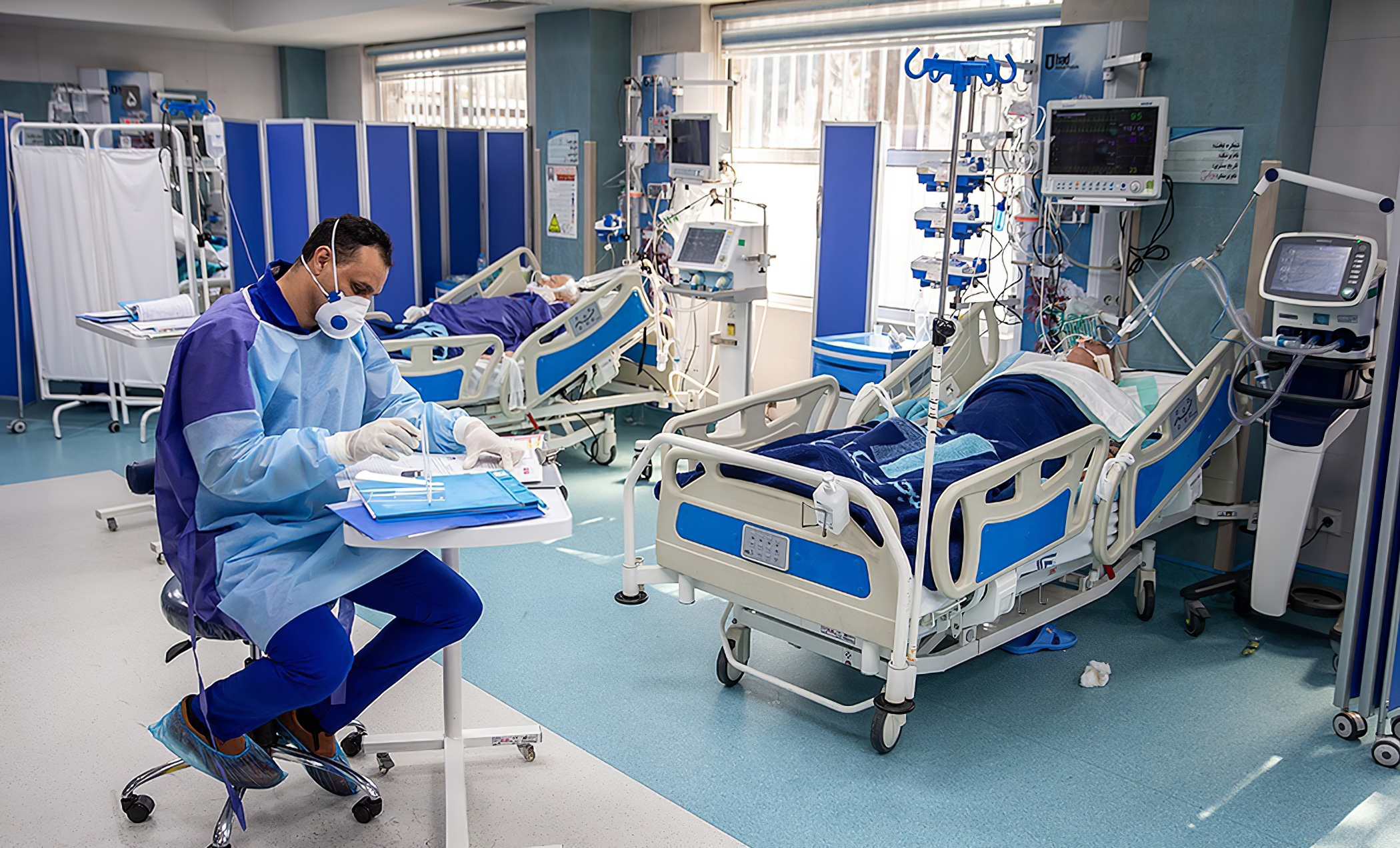
Isolierstation für Coronaviruspatienten im Hezar Takhtkhabi Hospital, Ende Februar 2020.

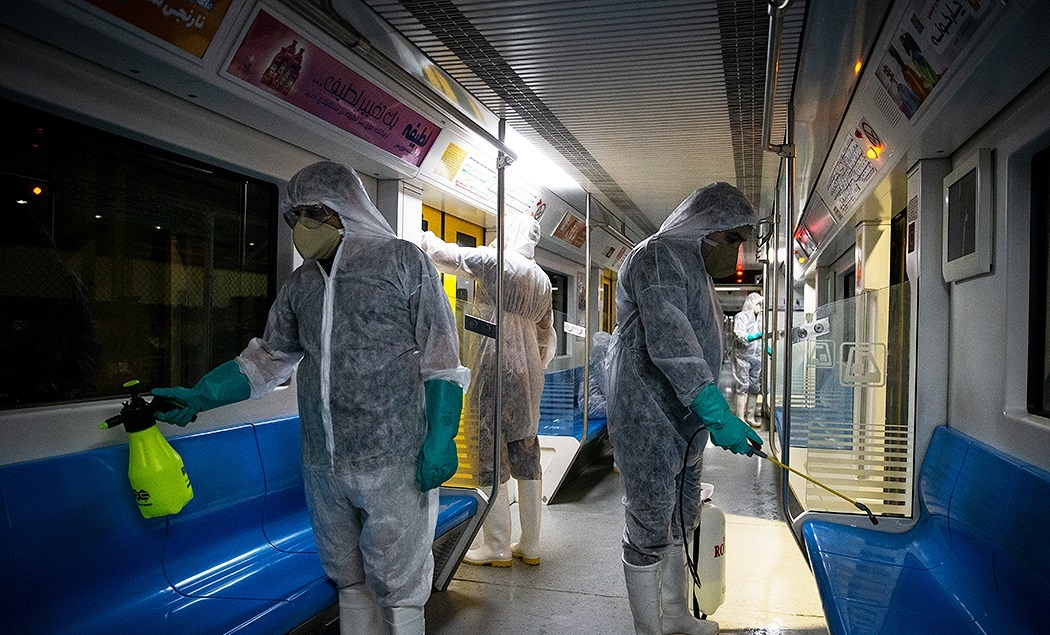
Desinfektion der U-Bahn Teheran, Ende Februar 2020.

Der Führung Irans wurde vorgeworfen, seit Februar 2020 die Coronavirus-Epidemie zu verharmlosen und zu vertuschen, aus Gewohnheit äußere Feinde, (oft die USA) für Bedrohungen verantwortlich zu machen und auch die Epidemie als Angriff der USA mit einer biologischen Waffe auszugeben. Da bei den an die Weltgesundheitsorganisation gemeldeten Zahlen für Iran die Zahl der Todesfälle in Relation zur Zahl der Infizierten überdurchschnittlich hoch waren, wird in Presseberichten eine hohe Dunkelziffer nicht erkannter oder nicht gemeldeter Infektionen mit SARS-CoV-2 vermutet. Die iranische Exilopposition ging am 11. März 2020 von mehr als 3.000 Todesfällen aus, der WHO wurden an diesem Tag 354 Todesfälle (kumuliert) gemeldet.

## Verlauf
Vermutlich wurde das neuartige Coronavirus von einem der mehr als 600 in Ghom studierenden chinesischen Studenten in die Islamische Republik Iran eingeschleppt. Die Tatsache, dass die iranische Fluggesellschaft Mahan Air ihre Passagierflüge nach China nicht eingestellt hatte, wurde ebenfalls als Ursache der Virusverbreitung genannt. Nach Aussage der iranischen Regierung war einer der beiden Indexpatienten ein Geschäftsmann, der sich in China infiziert hatte. Das iranische Gesundheitsministerium nannte als besonders betroffene Gebiete Teheran, Ghom und die Provinzen Mazandaran, Isfahan und Gilan (Stand 11. März 2020).

### Februar 2020
- Am 19. Februar 2020 kam es zu zwei Todesfällen in Ghom[11], bei denen am 20. Februar 2020 der Virusnachweis bestätigt wurde.[5]
- In der ersten Stellungnahme der iranischen Regierung am 19. Februar wurde betont, dass für die Bevölkerung kein Anlass zur Sorge bestehe. Revolutionsführer Ali Chamenei sagte, „Irans Feinde“ würden die Gefahr aufbauschen.[11]
- Am 24. Februar 2020 bestritt der stellvertretende iranische Minister für Gesundheit Iraj Harirchi eine Krise. Dabei litt er bereits an Schweißausbrüchen und Husten; die Infektion wurde bei ihm am Tag darauf festgestellt.[12] Am 13. März gab Harirchi im Fernsehen bekannt, wieder gesund zu sein.[11]
- Am 25. Februar 2020 berichtete BBC News, es gebe bereits Engpässe bei der Schutzausrüstung, z. B. Schutzmasken des medizinischen Personals und mehrere Personen hätten sich bei ihrer Arbeit infiziert. Auch die Diagnosetests seien nicht in ausreichender Anzahl vorhanden.[12]
- Am 27. Februar 2020 starb Elham Scheichi, Mitglied der iranischen Fußballnationalmannschaft der Frauen an der Krankheit COVID-19. Die Coronavirus-Infektion der iranischen Vizeministerin, Masoumeh Ebtekar, wurde bestätigt.[10]
- Die USA boten Iran am 28. Februar 2020 Hilfe an. Der US-Außenminister Mike Pompeo erklärte, dass humanitäre Spenden für Iran, beispielsweise in Form von Medikamenten, unabhängig von den US-Wirtschaftssanktionen möglich seien.[13] Einige Tage später verneinte Iran, ein solches Angebot erhalten zu haben.[14]

### März 2020
- Am 1. März 2020 waren laut Bericht der Weltgesundheitsorganisation (WHO) bereits 593 Infektionsfälle und 43 Todesfälle gemeldet worden,[5] vor allem die Hauptstadt Teheran war betroffen.[10] Vertreter ausländischer Medien begannen Iran zu verlassen; einige Staaten empfahlen ihren Bürgern die Ausreise aus dem Land.[10]
- Am 3. März 2020 waren 23 Mitglieder des iranischen Parlaments erkrankt.[15]
- Nachdem Anfang März 2020 mehrere europäische Fluggesellschaften ihre Flüge nach Iran gestoppt hatten, erklärte am 8. März die Fluggesellschaft Iran Air, nun ebenfalls Flüge nach Europa einzustellen. Begründet wurde dies mit „Beschränkungen“, die Iran Air aus „unbekannten Gründen“ von europäischen Behörden auferlegt bekommen habe.[10] Zur gleichen Zeit wurde bekannt, dass mehrere Politiker bereits an COVID-19 gestorben waren.[4] Für den Schutz der Bevölkerung und des medizinischen Personals notwendige Schutzmasken, Fieberthermometer oder Medikamente waren nicht in ausreichender Anzahl vorhanden.[4]
- Seit dem 4. März 2020 ist die Provinz Gilan am Kaspischen Meer für Reisende aus anderen Provinzen gesperrt, es wurde die höchste Alarmstufe ausgerufen.[6]
- Der Gesundheitsbeauftragte der Provinz Gilan meldete am 8. März bereits 200 Tote durch COVID-19.[9] Die Zahl der offiziellen, an die WHO gemeldeten Todesfälle für ganz Iran lag an diesem Tag bei 194 (kumuliert, der WHO-Bericht wird einen Tag später veröffentlicht). Er korrigierte später seine Aussage dahingehend, dass es sich um Todesfälle, die allgemein durch Atemwegserkrankungen verursacht werden, handele.[6] Der Gouverneur von Kaschan im zentralen Hochland gab zu diesem Zeitpunkt 80 Todesfälle an.[6] Die Stadt ist umgeben von der ersten großen Oase entlang der Straße von Ghom (Qom) nach Kerman. Diese Straße wird von Pilgern genutzt, die die heiligen Stätten in Ghom besuchen.[6]
- Am 9. März erklärte Iran, wegen der Epidemie 70.000 Gefängnisinsassen freigelassen zu haben,[16] andere Quellen berichten von 54.000 Insassen.[6] Das Kursieren von Gerüchten, Alkoholkonsum würde vor einer Infektion schützen, führte zum Tod von 16 Iranern durch eine Methanolvergiftung.[17]
- Am 12. März berichtet die Washington Post von der eiligen Aushebung großer Massengräber für an COVID-19 Verstorbene in Ghom.[18]
- Ärzte aus der Provinz Gilan berichteten Mitte März von fehlenden Krankenhauskapazitäten im Norden des Landes, die dazu führten, dass sogar erkrankte Personen abgewiesen wurden.[9] Die andauernde Überlastung des medizinischen Personals führte zur Frustration.[11]
- Am 17. März prognostiziert eine Studie der Scharif Universität für Technologie basierend auf einer Computersimulation, dass die maximale Zahl der Todesopfer der COVID-19-Pandemie in Iran unter idealen Umständen 12.000 erreichen werde. Dies setze jedoch voraus, dass sich die Bevölkerung an getroffene Einschränkungen und Maßnahmen der Regierung halte. Wahrscheinlicher sei jedoch, dass die Bevölkerung sich weniger streng an Quarantäneregeln halte und dass auch schlechte medizinische Versorgung, schlechtes Management und die US-Wirtschaftssanktionen[19] die Lage so verschärfe, dass bis zu 3,5 Millionen Menschen (das entspräche gut 4 % der 81,8 Millionen Einwohner) im Verlauf der Pandemie in Iran sterben werden. Dieses Szenario geht von einem Höhepunkt der Pandemie in Iran im Mai aus.[20][21]
- Bis zum 17. März wurden insgesamt mehr als 85.000 Gefängnisinsassen freigelassen, darunter auch politische Gefangene,[22] wie der Sohn des Oppositionellen Mehdi Karroubi.[23]
- Anlässlich des Neujahrs- und Frühlingsfestes Nouruz (21. März 2020) wurde die Reisefreiheit der Iraner eingeschränkt.[6]
- Am 23. März berichtete Der Spiegel über die zunehmende Überlastung des Gesundheitssystems, wegen fehlender Schutzausrüstung sei die Sterberate bei medizinischen Fachkräften hoch. Die Regierung rief Medizinstudenten und pensionierte Ärzte dazu auf, in den Krankenhäusern auszuhelfen.[24]
- Ab dem 26. März 2020 wurden staatliche Maßnahmen zur räumlichen Distanzierung implementiert.[25]
- Am 30. März wurde mit 3.186 Fällen der Höchststand bei den täglichen Neuinfektionen erreicht.[26] Danach sank die Zahl von Tag zu Tag.

### April 2020
- Am 4. April übertraf die Todeszahl mit 3.452 die des vermutlichen Ursprungslandes China. Sie war damit nur noch in fünf anderen Ländern (Italien, Spanien, Frankreich, Vereinigte Staaten, Vereinigtes Königreich) höher.[27]
- Am 7. April meldete der iranische Gesundheitsminister Saeed Namaki über die staatliche Nachrichtenagentur IRNA, dass im Plan zum Kampf gegen das neuartige Coronavirus ein Rekord erzielt worden sei, da 70 Millionen der 83 Millionen Einwohner Irans bereits einem Screening unterzogen worden waren.[28] Wie das Screening abläuft, wurde nicht berichtet, es handelt sich nicht um die Diagnosetests zum Nachweis des Virus, vergleiche #Reaktionen und Maßnahmen in Iran.
- Am 8. April konnten erstmals seit dem 24. März wieder unter 2.000 Neuinfektionen pro Tag vermeldet werden. Mit insgesamt 64.586 Infektionen gehört das Land aber weiterhin zu den am stärksten betroffenen Staaten weltweit (mehr als vier Prozent aller bekannt gewordenen Infektionen), da nur sechs andere Länder mehr Fälle aufzuweisen haben.[29]
- Am 12. April erklärte Präsident Hassan Rohani, dass Iran nun zu einem smart social distancing plan (gemeint sein dürfte: ‚Plan zur klugen räumlichen Distanzierung‘) umschwenken würde, mit einer schrittweisen Lockerungen der Beschränkungen.[30]
- Am 16. April bedankte sich der iranische Außenminister Mohammed Dschawad Sarif auf Twitter für die Unterstützung Chinas im Kampf gegen das neuartige Coronavirus.[31]

### Mai bis Dezember 2020
Mitte Mai 2020 wurden insgesamt 100.000 Neuinfektionen gemeldet, Mitte Juni waren es 200.000, Ende Oktober 500.000 und Anfang Dezember eine Million. Steil verlief auch der Anstieg bei den Todesfällen: Ende Juni 2020 waren es 10.000, Ende Juli 14.000 (gemäß BBC mindestens 42.000) Ende August 20.000 und Anfang Dezember 50.000. Deutschland, das eine ähnliche Einwohnerzahl besitzt, aber sehr viel dichter besiedelt und stärker überaltert ist, hatte Anfang Dezember 2020 deutlich mehr Infizierte (knapp 1,2 Millionen), aber deutlich weniger Tote (knapp 20.000). Die benachbarte Türkei, ebenfalls ein Land mit knapp über 80 Millionen Einwohnern und jüngerer Bevölkerungsstruktur, aber mit einer doppelt so hohen Bevölkerungsdichte wie Iran, hatte bis dahin nur halb so viele Fälle (über 500.000) wie Iran registriert und 14.000 Tote gezählt.

## Statistik der WHO
Im Jahr 2020 gab es 1.225.142 positiv getestete Personen, davon 988.833 Genesene und 55.223 Verstorbene (Stand 1. Januar 2021, 10 Uhr). Auf eine Million Einwohner kamen 14.227 Infektionen und 650 Tote (Stand 27. Dezember 2020, 10 Uhr). Die Fallzahlen entwickelten sich während der COVID-19-Pandemie in Iran wie folgt:

### Infektionen

Bestätigte Infizierte in Iran nach Daten der WHO. Oben kumuliert, unten Tageswerte

### Todesfälle

Bestätigte Todesfälle in Iran nach Daten der WHO. Oben kumuliert, unten Tageswerte

## Reaktionen und Maßnahmen in Iran

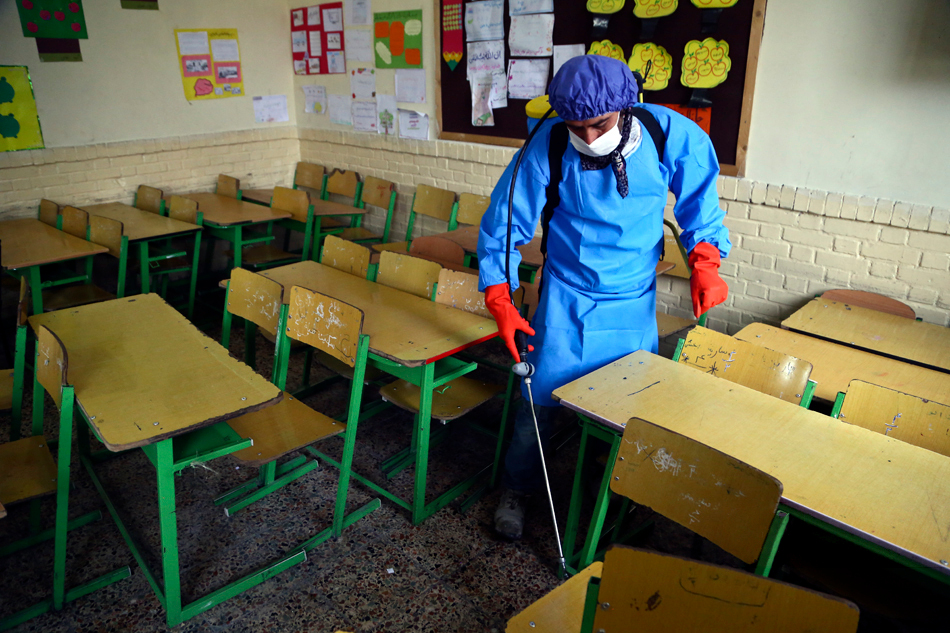
Desinfektion einer Schule in Bodschnurd, Ende Februar 2020.

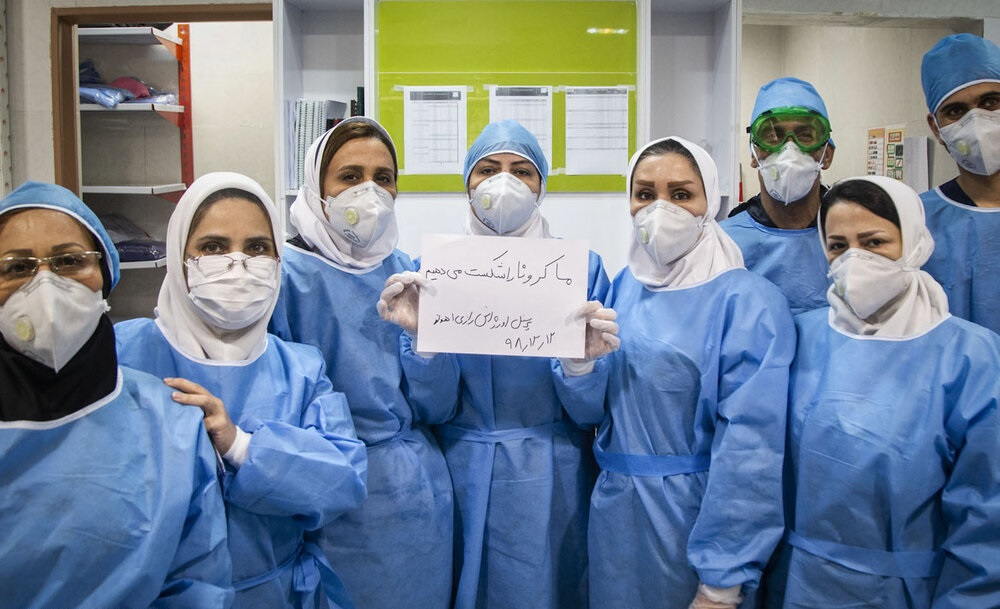
Übersetzung des Schildes: „Wir besiegen Corona. Notaufnahmepersonal des Razi (-Krankenhauses) in Ahvaz, 12.12.98“ (das iranische Datum 12. Dezember 1398 ist der 2. März 2020).

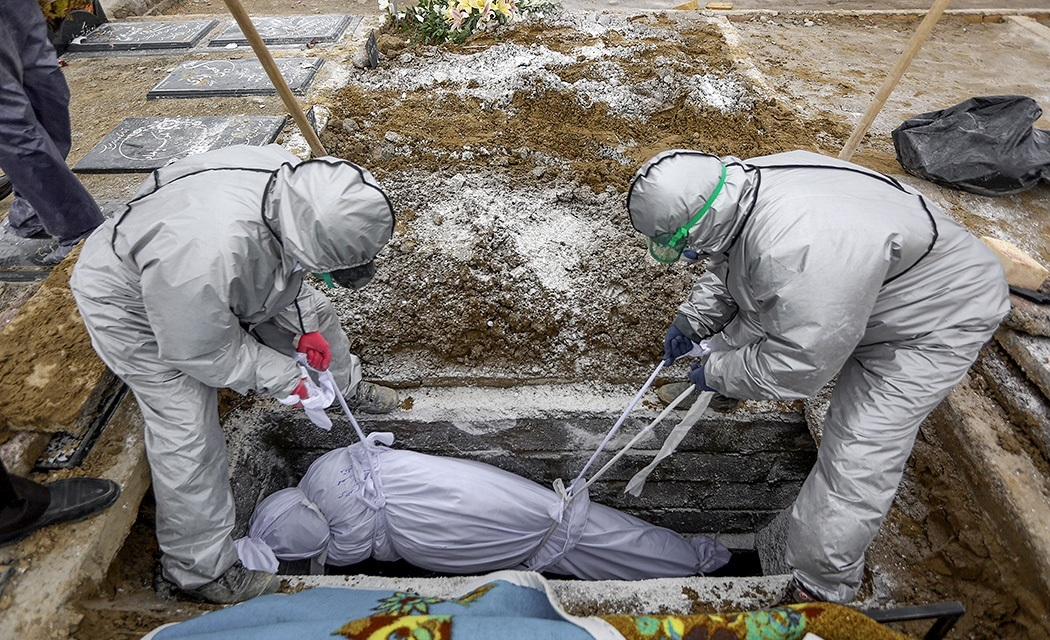
Beerdigung unter Schutzmaßnahmen in Hamadan, Ende März 2020.

Die Führung der Islamischen Republik Iran unterdrückte im Februar 2020 zunächst Meldungen über die Ausbreitung des neuartigen Coronavirus. Am 26. Februar 2020 teilte Präsident Hassan Rohani mit, dass es keine Pläne zur Quarantäne von Städten gäbe, sondern nur von infizierten Personen. Im März 2020 folgten dann jedoch Maßnahmen zur Eindämmung des SARS-CoV-2.
Am 4. März 2020 erklärte der Generalstaatsanwalt des Landes, das Horten von Atemschutzmasken und anderen Vorräten sei mit der Todesstrafe belegt worden. Anfang März behauptete Generalleutnant Hussein Salami, Kommandeur der Iranischen Revolutionsgarde, bei dem Krankheitsausbruch könnte es sich um einen Angriff der USA mit einer biologischen Waffe handeln.
Die Eisenbahngesellschaft der Islamischen Republik Iran (RAI) ergriff umfangreich Maßnahmen, um den Betrieb – mit reduziertem Fahrplan – aufrechtzuerhalten.

### Gesundheitswesen und Hygiene
Anfang März 2020 rief der iranische Gesundheitsminister Saeed Namaki die Bevölkerung auf, Schulschließungen nicht zum Anlass für Reisen zu nehmen und nach Möglichkeit auf die Verwendung von Banknoten zu verzichten. Weiterhin wurden umfangreiche Reinigungs- und Desinfektionsmaßnahmen in den Straßen, Gebäuden und Fahrzeugen des öffentlichen Personennahverkehrs eingeleitet, um die Virusverbreitung zu unterbinden.
Als Folge der WHO-Mission (2. bis 10. März 2020) startete das iranische Gesundheitsministerium eine Kampagne zum Kampf gegen die Infektionskrankheit COVID-19. Die iranischen Behörden empfahlen der Bevölkerung, zu Hause zu bleiben und persönliche Hygiene- und Schutzmaßnahmen zu ergreifen. Am 12. März 2020 gab es in Iran über 30 Labore, die das neuartige SARS-CoV-2 nachweisen konnten, nach Angaben der WHO war geplant, dass 20 weitere Laboratorien dazu kommen. Allerdings berichteten Ärzte aus den im März 2020 am stärksten betroffen nördlichen Provinzen Gilan, Mazandaran und Golestan, es fehle an Testkits und medizinischen Vorräten, wie Medikamenten, Sauerstofftanks für Beatmungsgeräte und persönlicher Schutzausrüstung (PSA). Der Leiter der Öffentlichkeitsarbeit des iranischen Gesundheitsministeriums, Kianoush Jahanpour, teilte am 12. April 2020 mit, dass mehr als 263.000 Tests auf SARS-CoV-2 durchgeführt worden wären.
In Teheran und Ghom wurden Anfang März 2020 neue Sanatorien eröffnet, in denen COVID-19-Patienten versorgt wurden, deren Gesundheitszustand sich gebessert hatte, um die überfüllten Krankenhäuser zu entlasten. Nach Aussage des WHO-Missionsleiters wurden medizinische Versorgungszentren eingerichtet, bei denen wegen der US-Sanktionen vor allem in Iran produzierte Geräte, wie Sauerstoffmasken verwendet wurden. Er zweifelte die Qualität einiger lokal hergestellter PSA an. Anfang April waren rund 184.000 Beschäftigte des Gesundheitswesens im Einsatz gegen COVID-19, fehlende Testkits und medizinische Ausrüstung erschwerten ihnen die Arbeit. 31.000 Personen hatte die WHO mit persönlicher Schutzausrüstung versorgt (Stand 6. April 2020). Ende März bekräftigte der Regierungssprecher Ali Rabiei die Verpflichtung zur Selbstquarantäne von COVID-19-Patienten und kündigte rechtliche Schritte gegen Personen an, die sich nicht daran hielten.
Mitte März wurde bekannt, dass durch muslimische Autoritäten Fatwas erteilt wurden, in denen das traditionelle Waschen der Körper von Verstorbenen verboten wurde, um die Leichenwäscher zu schützen. Durch die Behörden wurden Versammlungen im Rahmen von Beerdigungen untersagt. Angehörige von COVID-19-Todesopfern berichteten, sie durften weder an der Beerdigung teilnehmen noch danach das Grab besuchen, da in dem dafür eingerichteten Bereich des Teheraner Hauptfriedhofs noch weitere Bestattungen stattfanden.

### Quarantäne, Schließungen und Absagen
Seit dem 4. März 2020 ist die Provinz Gilan für Reisende aus anderen Provinzen gesperrt, es wurde die höchste Alarmstufe ausgerufen. Am 8. März 2020 meldeten Auslandskorrespondenten, dass Schulen und Universitäten in Iran geschlossen wurden, um die Verbreitung des Virus zu verlangsamen. Die Schulen sollen zunächst bis April 2020 geschlossen bleiben. Ebenfalls wurden Kultur- und Sportveranstaltungen abgesagt. Mitte März 2020 berichtete das deutsche Auswärtige Amt, dass Bank- und Behördenöffnungszeiten auf den Vormittag beschränkt wurden.
Allerdings wurden schiitische Heiligtümer in Ghom (Qom) und Maschhad nicht geschlossen, obwohl der Leiter der Medizinischen Hochschule in Ghom am 25. Februar 2020 warnte, dass sich die Krankheit bereits in der Stadt ausgebreitet hätte, wodurch eine Verbreitung des Virus durch Pilger aus verschiedenen Ländern wahrscheinlich ist. Auch der frühere iranische Gesundheitsminister Massoud Peseschkian hatte eine frühe Schließung gefordert. Nach Ghom reisen pro Jahr etwa 20 Millionen Iraner und 2,5 Millionen ausländische Touristen. Ajatollah Mohammed Saeedi gab als Grund für den weiter bestehenden Zugang an, dass Gläubige in den heiligen Stätten, wie dem Schrein der Fatima Masuma, Heilung suchen. Zu religiösen Handlungen gehört das Küssen der Metallstäbe des Schreins der Fatima Masuma in Ghom, dies wurde später (Stand 11. März 2020) verboten. Das Robert Koch-Institut stufte am 26. Februar 2020 Ghom als Risikogebiet ein, die Stadt wurde jedoch von der iranischen Regierung nicht unter Quarantäne gestellt (Stand 11. März 2020). Am 16. März 2020 wurden schließlich der Schrein in Ghom ebenso wie der Imam-Reza-Schrein in Maschhad für Besucher geschlossen. Daraufhin stürmten am Abend schiitische Gläubige die Höfe der Stätten, um gegen die Sperrung zu demonstrieren, bis zum Einsatz von Polizeikräften. Nach Aussage des deutschen Auswärtigen Amtes wurden im März 2020 für die Ein- und Ausreise in die Provinz Ghom Kontrollen eingeführt, bei Verdacht auf eine Infektion mit dem neuartigen Coronavirus wurden Quarantänemaßnahmen angeordnet (Stand 19. März 2020).
Ab März 2020 wurden die Freitagsgebete in Moscheen abgesagt und von der iranischen Führung ebenfalls verboten, diese privat abzuhalten.
Die Reisefreiheit der Iraner anlässlich des am 21. März 2020 stattfindenden Neujahrs- und Frühlingsfestes Nouruz wurde eingeschränkt. Die mit dem Fest verbundenen Ferien (bis zum 3. April) sind normalerweise Anlass für Reisen oder Urlaub. Hotels und Privatpersonen durften keine Übernachtungsmöglichkeiten für Reisende anbieten. Die Rede von Revolutionsführer Ali Chamenei in Maschhad am Nouruz wurde abgesagt. Flüge auf die Urlaubsinsel Kisch wurden im März 2020 ausgesetzt, auch die Insel Hengam wurde für Touristen gesperrt. Das deutsche Auswärtige Amt berichtete Mitte März, dass neben der Provinz Gilan in den Provinzen Isfahan, Yazd, Mazandaran sowie in der Stadt Schiras (Provinz Fars) Reiseverbote angekündigt oder bereits verhängt wurden. Das iranische Staatsfernsehen berichtete Mitte März 2020, dass für Reisende, die Großstädte – darunter Teheran – in 13 Provinzen verließen, ein Screening mit Messung der Körpertemperatur durchgeführt wurde. Personen mit Fieber wurden in Quarantänezentren gebracht. Seit 22. März 2020 wurde das öffentliche Leben zunehmend heruntergefahren, in Teheran war nur noch die Öffnung von Supermärkten und Apotheken erlaubt. Landesweit wurden Einkaufszentren und Basare über die 15-tägigen Nouruz-Ferien geschlossen, es kam aber nicht zu einem kompletten Lockdown wie in China oder Italien.
Nach den Empfehlungen von Anfang März an die Bevölkerung, zu Hause zu bleiben, wurden laut Bericht der staatlichen Nachrichtenagentur Islamic Republic News Agency (IRNA) ab 26. März 2020 Maßnahmen der Regierung zur räumlichen Distanzierung (social distancing) implementiert. Diese umfassten Reduzierung der physischen Kontakte, das Verbot von Versammlungen oder Festen und die Vermeidung unnötiger Reisen. Als Folge wurden alle Schulen, Universitäten, Einkaufszentren, Parks, Schwimmbäder und ähnliche Einrichtungen zunächst bis zum 3. April geschlossen. Die Maßnahmen der räumlichen Distanzierung wurden laut IRNA-Mitteilung vom 28. März bis zum 8. April 2020 verlängert.
Am 12. April 2020 erklärte Präsident Rohani, dass Iran nun zu einem smart social distancing plan (engl., ‚Plan zur klugen räumlichen Distanzierung‘) umschwenken würde. Damit würde zunächst in einzelnen Provinzen, ab 18. April auch in Teheran das Wirtschaftsleben in Bereichen mit geringem Risiko wieder hochgefahren. Unternehmen oder Geschäfte müssen dies auf einem Internetportal beantragen und erhalten vom Gesundheitsministerium die Bewilligung, wenn sie die Gesundheitsvorschriften einhalten. Durch Zusammenarbeit von Gesundheits-, Innen- und Wirtschaftsministerium sollen außerdem Regelungen erarbeitet werden, die es auch Unternehmen im Branchen mit hohem Risiko der Virusübertragung ermöglichen, unter Beachtung spezieller Anweisungen wieder tätig zu werden. Außerdem hob Präsident Rohani am 12. April die Reisebeschränkungen innerhalb der jeweiligen Provinzen auf; Reisen zwischen den Provinzen sollten noch bis zum 20. April verboten bleiben.
Präsident Rohani betonte anlässlich des bald beginnenden Ramadans, dass religiöse Versammlungen in der Öffentlichkeit weiterhin verboten wären, aber Möglichkeiten über die sozialen Medien eingerichtet würden.

### Wirtschaftliche Hilfen
Um die wirtschaftlichen Folgen für Unternehmen und Privatleute abzumildern, gab Präsident Rohani Mitte März 2020 ein Maßnahmenpaket bekannt. Unter anderem war ein dreimonatiger Zahlungsaufschub für Krankenversicherungsbeiträge, Steuern und Gas-, Wasser- und Stromrechnungen vorgesehen. Für drei Millionen besonders bedürftige Iraner wurden Barzahlungen zur Unterstützung angekündigt, weitere vier Millionen Haushalte sollten staatlich subventionierte, niedrig verzinste Darlehen erhalten.

## Internationale Reaktionen

### Reisebeschränkungen
132 Personen, Passagiere und Crewmitglieder eines Direktflugs von Teheran nach Ankara wurden am 26. Februar 2020 nach der Landung in der Türkei unter Quarantäne gestellt. Am 27. Februar 2020 schlossen die Nachbarländer Irak, Türkei und Afghanistan vorübergehend ihre Grenzen. Mitte März 2020 wurde berichtet, dass auch die Nachbarländer Armenien, Aserbaidschan und Pakistan ihre Grenzen zu Iran geschlossen hatten.
Reisende mit Aufenthalt in Iran waren bis Anfang März 2020 die Ursache für Infektionen in mehreren benachbarten Ländern, beispielsweise Afghanistan, Bahrain, Irak, Katar, Kuwait, Oman, Pakistan und den Vereinigten Arabischen Emiraten sowie im Libanon und Kanada. Am 10. März 2020 gab die Gesundheitsbehörde der pakistanischen Provinz Sindh bekannt, dass sechs Männer, die aus Syrien als mutmaßliche Kämpfer des unter iranischer Führung stehenden Milizenverbandes zurückgekehrt waren, positiv auf SARS-CoV-2 getestet wurden. Am 11. März 2020 wurden in Bahrain 77 Personen, die an Bord eines aus Iran kommenden Flugzeuges waren, ebenfalls positiv auf das neuartige Coronavirus getestet. Bis Mitte März wurden auch Infektionsfälle in Armenien, Aserbaidschan, Georgien, Estland, Belarus und Neuseeland auf Reisende in oder aus Iran zurückgeführt.
Zahlreiche Staaten stuften Iran im März 2020 als Risikogebiet ein, darunter auch das deutsche Robert Koch-Institut (RKI). Das RKI erklärte am 26. Februar 2020 zunächst die Provinz Ghom zum Risikogebiet. Am 2. März 2020 kam die Stadt Teheran dazu, bevor das RKI am 10. März 2020 das Risikogebiet auf alle Regionen Iran ausweitete. Mitte März 2020 wurden deutsche Touristen, die sich noch in Iran aufhielten, durch das Auswärtige Amt aufgefordert, vorzeitig oder vorübergehend das Land zu verlassen, was sich angesichts der eingeschränkten Flugverbindungen als schwierig erwies.
Zu den Staaten mit Beschränkungen für Personen, die aus Iran einreisen wollten, gehörten beispielsweise die Slowakei (Quarantäne, am 10. März 2020 festgelegt), Estland (Quarantäne, am 13. März 2020 festgelegt), die USA (Einreiseverbot für Ausländer, die sich in den zwei Wochen zuvor in Iran aufgehalten hatten, Ende Februar 2020 festgelegt), Tschechien (Einreiseverbot für Ausländer aus Risikogebieten, darunter Iran, am 12. März 2020 festgelegt) und Australien (Einreiseverbot für Bürger aus Risikogebieten, darunter Iran, am 13. März 2020 festgelegt).

### Humanitäre Hilfsaktionen

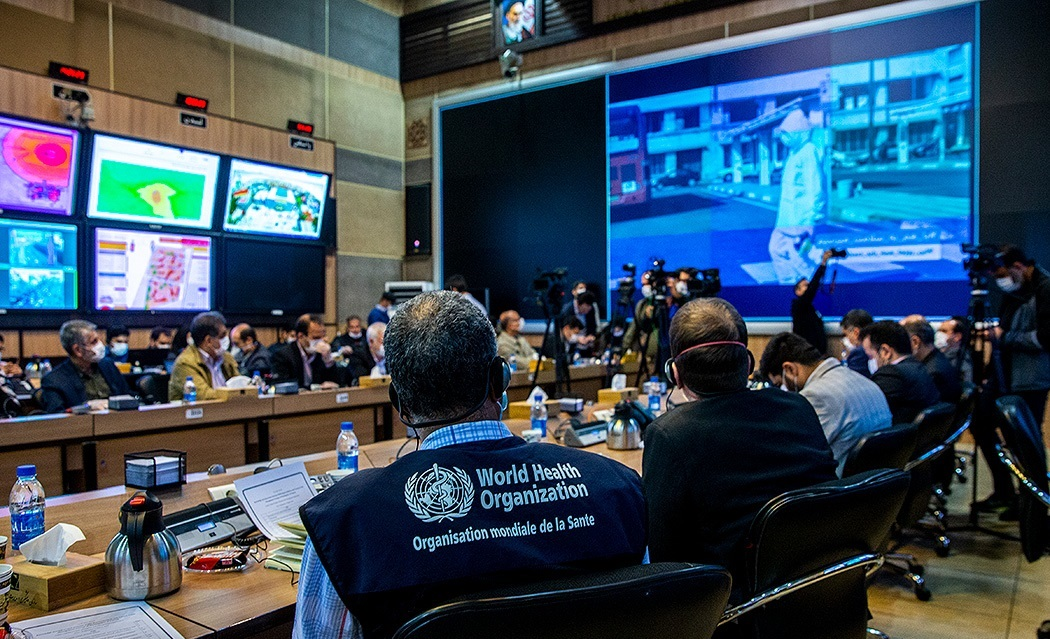
Mitarbeiter der Weltgesundheitsorganisation beim gemeinsamen Treffen mit iranischen Fachleuten am 3. März 2020.

Am 2. März reiste ein Team der Weltgesundheitsorganisation nach Teheran, um bei der Bekämpfung des COVID-19-Ausbruchs in Iran zu helfen. Zur Unterstützung wurden medizinische Vorräte, Schutzausrüstungen für mehr als 15.000 Personen und Labortests zur Diagnose von knapp 100.000 Proben mitgebracht. Schon in der Woche zuvor hatte die WHO Testkits an Iran geliefert. Für den Transport der 7,5 Tonnen an medizinischen Hilfsgüter wurde der Weltgesundheitsorganisation von den Vereinigten Arabischen Emiraten (VAE) ein Flugzeug zur Verfügung gestellt, die Beziehungen der beiden Staaten gelten als angespannt. Das WHO-Team wurde von Experten des Global Outbreak Alert and Response Network (GOARN), des deutschen Robert Koch-Instituts (RKI) und der chinesischen Seuchenkontrollbehörde Chinese Center for Disease Control and Prevention (CCDC) begleitet und blieb bis zum 10. März 2020 im Land. Der Missionsleiter Richard Brennan lobte anschließend das Engagement des medizinischen Personals und sagte, dass sich die Maßnahmen in Iran in die richtige Richtung bewegen würden. Die Empfehlungen des Teams zielten auf die bereits in China und anderen von der Pandemie betroffenen Staaten eingesetzten Strategien ab: Frühzeitige Erkennung der Infizierten, deren Isolierung und Behandlung, Nachverfolgung von Kontakten und Aufklärung der Bevölkerung. Außerdem wurde durch das WHO-Team angemahnt, dass die Mitarbeiter im Gesundheitssystem besser geschützt werden müssten.
Aufgrund der US-Sanktionen (vgl. Abschnitt Kritik) waren internationale Hilfen für die Islamische Republik Iran stark eingeschränkt. Zwar gab es prinzipiell eine Ausnahme für humanitäre Hilfsgüter, die laut Human Rights Watch aber wirkungslos war. Nach Aussagen iranischer Offizieller gab es für ausländische Unternehmen Probleme bei der Abwicklung der Zahlungsgeschäfte, da die Banken ihrerseits befürchteten, wegen Verstoßes gegen die US-Regelungen unter Sanktionen gestellt zu werden. UNICEF, das Kinderhilfswerk der Vereinten Nationen, schickte von Ende Februar bis Mitte März 2020 mehrere Tonnen Hilfslieferungen mit persönlicher Schutzausrüstung (PSA), darunter Schutzmasken, Schutzbrillen und Kittel für das medizinische Personal. Am 16. März 2020 traf eine Lieferung von Medikamenten und anderen Hilfsgütern aus Usbekistan ein. Auch die VAE schickten im März mit zwei Flugzeugen insgesamt 32 Tonnen medizinische Hilfsgüter wie Schutzhandschuhe und andere Bestandteile der PSA. Die Volksrepublik China hatte die Islamische Republik Iran mehrfach mit medizinischen und humanitären Hilfslieferungen unterstützt.
Eine weitere Lieferung der WHO für medizinische Notfälle beinhaltete auch die Medikamente Lopinavir und Ritonavir, deren Wirksamkeit gegen COVID-19 im Rahmen der im März 2020 begonnenen „Solidarity“-Studie der Weltgesundheitsorganisation getestet werden sollte. Japan unterstützte finanziell das Büro für Projektdienste der Vereinten Nationen, um ab April 2020 in 20 Ländern klinische Studien zur Wirksamkeit des Medikaments Favipiravir durchzuführen, daran sollte auch Iran teilnehmen, der das Medikament somit kostenfrei erhielte.

## Kritik
Die Führung der Islamischen Republik Iran unterdrückte zunächst Meldungen über die Ausbreitung des neuartigen Coronavirus SARS-CoV-2, um die Feier zum Jahrestag der Revolution am 11. Februar 2020 nicht einschränken zu müssen. Auch bei der Parlamentswahl am 21. Februar sollte es nicht zu einer niedrigen Wahlbeteiligung wegen der Virusausbreitung kommen. In Medienberichten wurde dieses Vorgehen kritisiert, da gerade zu Beginn wertvolle Zeit zur Eindämmung verloren gegangen war und es dadurch auch zur Verbreitung der Pandemie in benachbarten Ländern kam. Mediziner berichteten, dass sie bereits einige Tage vor dem 11. Februar wegen des Auftretens ungewöhnlicher Fälle von Atemwegserkrankungen die Gesundheitsbehörde in Teheran unterrichtet hätten. Ebenfalls wurde die sehr späte Schließung der schiitischen Heiligtümer in Ghom (Qom) und Maschhad kritisiert, da durch Pilger eine Verbreitung des Virus, auch außerhalb der Landesgrenzen, wahrscheinlich ist. Zum Vergleich wurde angeführt, dass die Große Moschee im saudi-arabischen Mekka früher gesperrt worden war.
Wegen der fehlenden Transparenz der Politik begegnete die Bevölkerung den Maßnahmen der Regierung mit Misstrauen: Als es nach Bekanntgabe der ersten Todesfälle im Februar 2020 den Aufruf gab, die Krankenhäuser möglichst nicht aufzusuchen, gab es in Teheran einen Ansturm auf die Notaufnahmen, weil die Menschen sich testen lassen wollten. Als im März 2020 Schulen und Universitäten geschlossen wurden, brachen mehrere Tausend Iraner in den Urlaub auf, obwohl der iranische Gesundheitsminister davor gewarnt hatte. Auch die Reisebeschränkungen anlässlich des Neujahrs- und Frühlingsfestes Nouruz am 21. März 2020 wurden nicht genügend beachtet, zwar waren Hotels und Restaurants geschlossen, dennoch reisten Touristen beispielsweise nach Isfahan, berichtete der Direktor der Stadtverwaltung. Regierungssprecher Ali Rabiei warnte davor, dass durch die Nichtbeachtung eine „zweite Welle“ an Coronavirusinfektionen verursacht werden könnte.
Da bei den an die Weltgesundheitsorganisation (WHO) gemeldeten Zahlen für Iran die Zahl der Todesfälle in Relation zur Zahl der Infizierten überdurchschnittlich hoch waren, wurde in Presseberichten eine hohe Dunkelziffer nicht erkannter oder nicht gemeldeter Infektionen mit SARS-CoV-2 vermutet. In einer Modellrechnung schätzten kanadische Wissenschaftler anhand der aus Iran „exportierten“ COVID-Fälle, dass bis zum 23. Februar 2020 etwa 18.000 Infektionsfälle vorliegen müssten und der Krankheitsausbruch im Land bereits 1,5 Monate andauern müsste. Die an die WHO gemeldete Zahl der Infektionsfälle betrug zu diesem Zeitpunkt weniger als 50. Die iranische Exilopposition ging am 11. März 2020 von mehr als 3.000 Todesfällen aus, der WHO wurden an diesem Tag 354 Todesfälle (kumuliert) gemeldet. Iranische Mediziner berichteten, dass nur Patienten, die in einem Krankenhaus behandelt wurden, in der offiziellen Statistik erfasst wurden. Der Leiter der WHO-Mission, Richard Brennan, äußerte nach seiner Rückkehr aus Iran Zweifel an den gemeldeten Daten, die Zahl der Todesfälle würde fünfmal höher sein als offiziell angegeben. Als Grund dafür nannte er die fehlenden Testkapazitäten, ähnlich wie dies auch in einigen stark betroffenen europäischen Staaten der Fall sei.
Auch aufgrund der US-Sanktionen mangelte es in Iran an für die Bekämpfung der Pandemie dringend benötigter medizinischer Infrastruktur. Mehrfach berichteten Ärzte oder andere Angehörige des Gesundheitssystems von fehlenden Krankenhauskapazitäten im Norden des Landes und unzureichender Versorgung mit persönlicher Schutzausrüstung, wodurch Infektionen und Todesfälle beim medizinischen Personals verursacht wurden. Anfang April schilderten Vertreter der britischen und iranischen Gesundheitsbehörden die Auswirkungen der Sanktionen auf das Gesundheitssystem. Iran war unter den zehn von der Pandemie besonders stark betroffenen Staaten das wirtschaftlich schwächste Land. Dadurch war die Finanzierung von Vorbeugungs- und Behandlungsmaßnahmen sowie der notwendigen Diagnosemöglicheiten sehr stark eingeschränkt. Deshalb fordern Experten und Politiker die Suspendierung der US-Sanktionen.
Die iranische Regierung hatte im März 2020 den Internationalen Währungsfonds (IWF) der Vereinten Nationen um ein Darlehen in Höhe von fünf Milliarden US-Dollar für Maßnahmen gegen die Pandemie gebeten. Ali Schamchani, Sekretär des Nationalen Sicherheitsrates beschuldigte die US-amerikanische Regierung, sich dem zu widersetzen, die USA verfügen im IWF über eine Sperrminorität.